# Habibullah Khan
Habibullah Khān (pashtu: حبيب الله خان; Samarcanda, 3 giugno 1872 – Kalagosh, 20 febbraio 1919) è stato emiro dell'Afghanistan dal 1901 al 1919.

## Biografia

### I primi anni
Habibullah era il figlio primogenito dell'emiro Abdur Rahman, nato a Samarcanda, nel 1872. Suo fratello minore era Nasrullah Khan che sarà suo successore per breve tempo al trono.

### Il regno

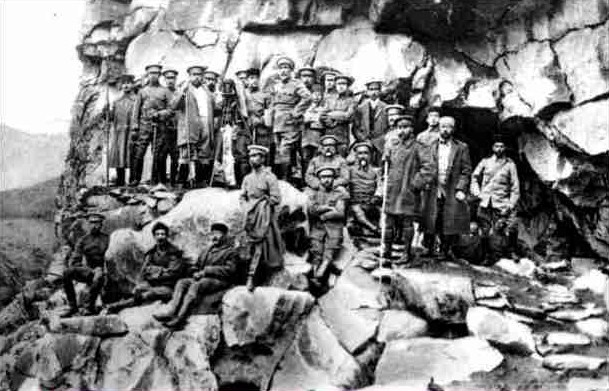
L'emiro Habibullah Khan con un gruppo di soldati afghani

Habibullah fu un regnante con uno spirito riformista per la sua epoca, improntato a modernizzare il suo paese. Durante il suo regno, egli lavorò per portare in Afghanistan i più moderni ritrovati di medicina e altre tecnologie. Molte persone che sotto il governo di suo padre erano state costrette all'esilio tornarono in Afghanistan grazie ad un'amnistia generale decretata da Habibullah. Nel 1903, Habibullah fondò la scuola di Habibia oltre ad un'accademia militare, istituendo inoltre una riforma del codice penale dal quale tolse le pene più atroci. Uno dei suoi consiglieri principali, Abdul Lateef, venne condannato per lapidazione a morte nel 1903 per apostasia a Kabul. Lavorò altrettanto alacremente per smantellare la repressiva intelligence messa in piedi da suo padre. L'emiro decretò la costruzione della Qala-e-Seraj a Mihtarlam tra il 1912 ed il 1913, per trascorrervi gli inverni.

### La rivolta di Khost
Nel maggio del 1912, Habibullah dovette fronteggiare l'unica crisi del suo regno, una rivolta scoppiata a Khost e guidata da Jehandad Khan, un pretendente suo rivale al trono afghano. Questa rivolta si concluse nell'agosto di quello stesso anno, quando i ribelli cedettero alle richiese del governo afghano.

### La prima guerra mondiale
Habibullah mantenne la neutralità dell'Afghanistan nel corso della prima guerra mondiale, malgrado gli strenui sforzi del sultano dell'Impero ottomano e della missione militare tedesca (spedizione Niedermayer–Hentig) per cercare di far schierare l'Afghanistan con gli imperi centrali. Egli contribuì inoltre a ridurre le tensioni con l'India britannica, siglando un trattato di amicizia nel 1905 e tributando una visita di stato nel 1907 in Inghilterra. In India, venne iniziato alla massoneria, entrando nella loggia della Concordia col numero 3102.

### La morte
Habibullah venne assassinato durante una battuta di caccia a Kalagosh, nella provincia di Laghman, il 20 febbraio 1919. Il fratello di Habibullah, Nasrullah Khan, gli succedette per breve tempo come emiro e mantenne il potere per una settimana tra il 21 ed il 28 febbraio 1919. Venne infine soverchiato ed imprigionato da Amanullah Khan, figlio terzogenito di Habibullah.